# Понгалей
Понгалей — острівець атолу Нуї в штаті Тувалу в Тихому океані.

## Зовнішні посилання
- Карта Нуї із зображенням Понгалея

Шаблон:Islands of Tuvalu